# Альберт Чарльз Сміт
Альберт Чарльз Сміт (англ. Albert Charles Smith, 5 квітня, 1906 — 23 травня, 1999) — американський ботанік.

## Біографія
Альберт Чарльз Сміт народився 5 квітня 1906 року.
Був директором Національного музею природної історії. У 1963 році Альберт Чарльз Сміт був обраний членом Національної академії наук США. Він працював у Сполучених Штатах Америки і в Фіджі. Науковець зробив значний внесок у ботаніку, описавши безліч видів рослин.
Альберт Чарльз Сміт помер 23 травня 1999 року.

## Наукова діяльність
Сміт спеціалізувався на папоротеподібних і на насіннєвих рослинах.